# روث میلیکان
روث گرت میلیکان (به انگلیسی: Ruth Garrett Millikan، زاده ۱۹۳۳) فیلسوف برجسته آمریکایی زیست‌شناسی، روان‌شناسی و زبان است. میلیکان بیشتر دوران حرفه‌ای خود را در دانشگاه کنتیکت گذرانده‌است، جایی که او اکنون پروفسور بازنشسته فلسفه است.

## تحصیلات و شغل
میلیکان مدرک کارشناسی خود را در سال ۱۹۵۵، از کالج ابرلین دریافت کرد. در دانشگاه ییل زیر نظر ویلفرید سلارز تحصیل کرد. اگرچه سلارز در اواسط راه دکترای میلیکان راهی دانشگاه پیتسبورگ شد، اما او در دانشگاه ییل ماند و در سال ۱۹۶۹ دکترای خود را گرفت. او و پاول چرچلند از طرف‌داران اصلی سلارسیانیسم «جناح راست» (که بر واقع گرایی علمی سلارز تأکید می‌کنند) شناخته می‌شوند.
میلیکان بین سال‌های ۱۹۶۹ تا ۱۹۷۲ به‌طور نیمه‌وقت در کالج بریا، و بین سال‌های ۱۹۷۲ تا ۱۹۷۳ در دانشگاه میشیگان غربی، و از سال‌های ۱۹۹۳ تا ۱۹۹۶ نیم‌وقت در دانشگاه میشیگان تدریس کرد، اما تمام دوران حرفه‌ای خود را در دانشگاه کنتیکت گذراند، جایی که اکنون استاد بازنشسته افخاری است. او با دونالد شنکوایلر روان‌شناس و دانشمند شناختی آمریکایی ازدواج کرده‌است.
میلیکان سخنرانی‌های ژان نیکود را در پاریس ایراد کرد و جایزه ژان نیکود را دریافت کرد. او در سال ۲۰۱۴ به عضویت آکادمی هنر و علوم آمریکا انتخاب شد، و در سال ۲۰۱۷، هم جایزه نیکلاس رشر برای فلسفه از دانشگاه پیتسبورگ و هم جایزه رولف شوک در منطق و فلسفه را دریافت کرد.

## کار فلسفی
میلیکان بیشتر به‌خاطر دیدگاهی با عنوان «بیوسمانتیک»، که در سال ۱۹۸۹، در مقاله خود با همین نام از آن یاد می‌کند، مشهور است. بیوسمانتیک نظریه‌ای است دربارهٔ چیزی که فیلسوفان اغلب از آن به‌عنوان «قصدمندی» یاد می‌کنند. قصدمندی پدیده‌ای است که اشیاء دربارهٔ چیزهای دیگر، پارادایمها و افکار و جملات به خود می‌گیرند. این باور که مثلاً اگر کارهای من را برای من انجام دهد، به تو و کارهای من مربوط است. همین امر در مورد میل، قصد یا دستور گفتاری یا نوشتاری مربوطه نیز صادق است.
به‌طور کلی، هدف یک نظریه قصدمندی این است که پدیده را توضیح دهد - چیزهایی که «درباره» چیزهای دیگر هستند - با عبارات دیگر هدف چنین نظریه‌ای ارائه شرحی از این است که این «چیزهایی که «درباره» چیزهای دیگر هستند»، شامل چه چیزی است. درست همان‌طور که در شیمی «آب H۲O است»، و نظریه‌ای در مورد این‌که آب از چه چیزی تشکیل شده‌است، بیوسمانتیک نیز به دنبال توضیحی درست از قصد و اراده است. میلیکان تأکید می‌کند که گزارش چنین توضیحی باید با نشانه‌های ذهنیتی مانند خطا، سردرگمی، و خیال‌انگاری بپردازد. به‌عنوان مثال: کسی می‌بیند که چوب خم شده‌است، اما پس از بیرون کشیدن آن از آب، متوجه می‌شود که خم نشده.
همان‌طور که از نامش پیداست، نظریه میلیکان قصد و نیت را با عباراتی توضیح می‌دهد که «زیست‌شناختی» یا غایت‌شناختی هستند. او قصد و نیت را با استفاده از منابع توضیحی انتخاب طبیعی شرح می‌دهد: افکار، جملات و خواسته‌ها در نهایت با ارجاع به آنچه انتخاب شده، و این‌که برای چه چیزی انتخاب شده‌است روشن می‌شود. در جایی که این انتخاب غیرعمدی است، آنچه درست است «عملکرد مناسب» آن است.
نکته‌ای به همان اندازه مهم، این است که می‌توان بیوسمانتیک را تکامل هم‌زمان مکانیزم‌های تولیدکننده و مکانیزم‌های مصرف‌کننده نامید. میلیکان به تاریخچه‌های انتخابی درهم‌تنیده این مکانیسم‌ها اشاره می‌کند، تا نشانه‌های ذهنیت را توضیح دهد و طیف وسیعی از مواضع را در مورد موضوعات مختلف مورد اختلاف در فلسفه ذهن و زبان ارائه دهد.
میلیکان در مقاله خود «تأملات طبیعت‌گرایانه در دانش» از این موضع دفاع می‌کند که توجیه باورهای واقعی از طریق تبیین مطابق با تکامل، دانش را تشکیل می‌دهد.

## آثار

### کتاب‌ها
- (۱۹۸۴) «زبان، اندیشه و دیگر مقوله‌های زیستی» (شابک ‎۹۷۸–۰۲۶۲۶۳۱۱۵۰).
- (۱۹۹۳) «روان‌شناسی ملکه سفید و مقالات دیگر برای آلیس» (شابک ‎۹۷۸–۰۲۶۲۶۳۱۶۲۴).
- (۲۰۰۰) «در باب ایده‌های واضح و مبهم» pdf (شابک ‎۹۷۸–۰۵۲۱۶۲۵۵۳۱).
- (۲۰۰۴) «انواع معنی: سخنرانی‌های ژان نیکود» 2002 pdf (شابک ‎۹۷۸–۰۲۶۲۶۳۳۴۲۰).
- (۲۰۰۵) «زبان: یک مدل بیولوژیکی» pdf (شابک ‎۹۷۸–۰۱۹۹۲۸۴۷۷۱).
- (۲۰۱۲) «بیوسمانتیک؛ مقالاتی در باب فلسفه زبان»، شش مقاله با پیش‌گفتار، ترجمه الکس بوری، Surkamp Verlag (شابک ‎۹۷۸۳۵۱۸۲۹۵۷۹۳).
- (۲۰۱۷) «فراتر از مفاهیم: Unicepts، زبان، و اطلاعات طبیعی» (شابک ‎۹۷۸–۰۱۹۸۷۱۷۱۹۵).

توجه: کتاب‌های ۱۹۹۳، ۲۰۰۵ و ۲۰۱۲ مجموعه مقالات هستند.

### آثار دیگر
میلیکان مقالات زیادی را نیز منتشر کرده‌است که بسیاری از آن‌ها در اینجا فهرست شده و در دسترس هستند.